# Scotland Act 1998

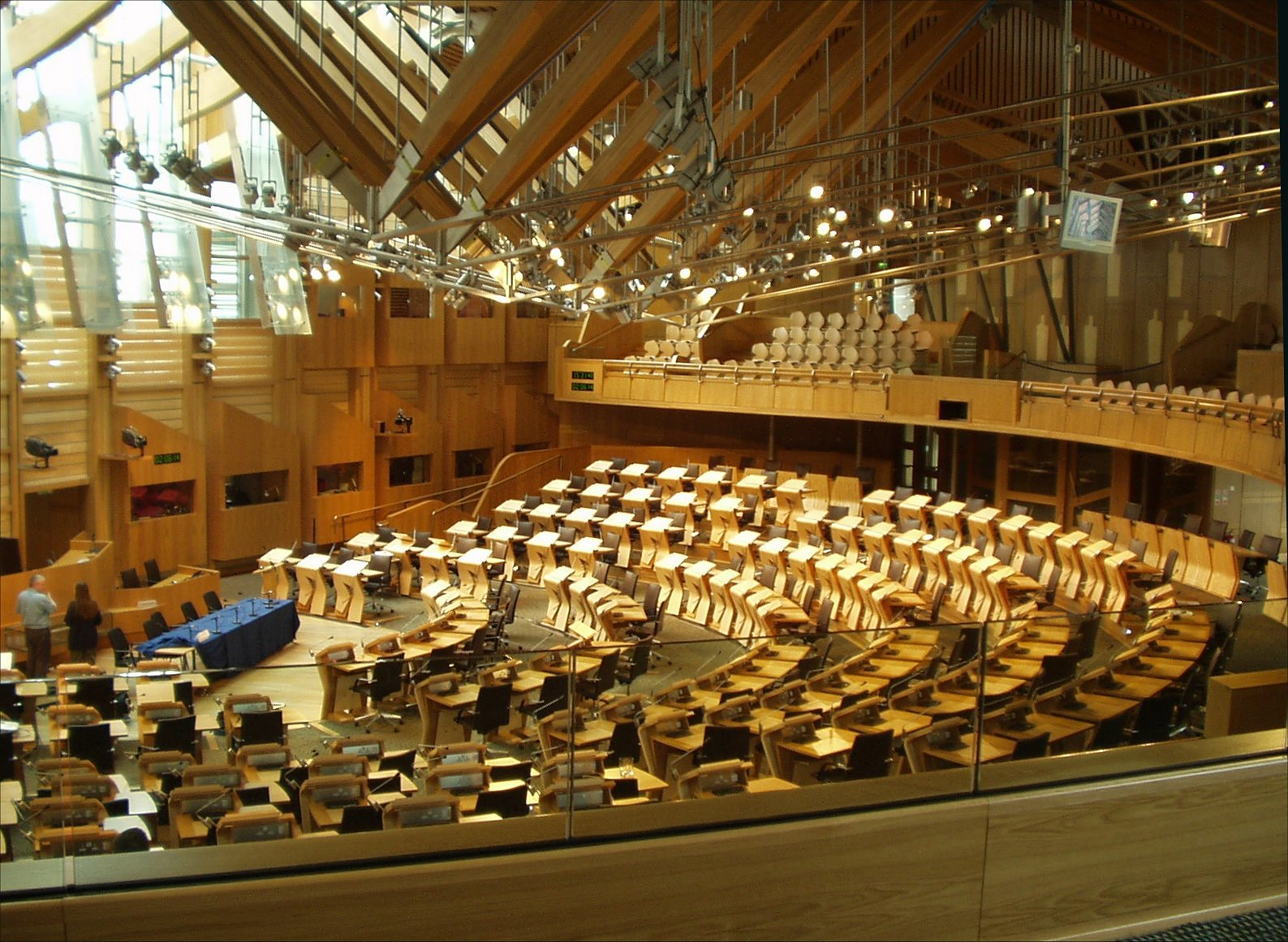
Mit dem Scotland Act 1998 wurde das schottische Parlament geschaffen (Foto des Plenarsaals 2006)

Der Scotland Act ist ein 1998 vom Parlament des Vereinigten Königreichs verabschiedetes Gesetz. Es wurde von der damaligen Labour-Regierung in Westminister in Folge des schottischen Referendums über die Dezentralisierung von 1997 initiiert. Im Referendum sprach sich die schottische Bevölkerung deutlich mit 74,3 % für die Schaffung eines schottischen Parlamentes aus.
Es schafft ein schottisches Parlament, legt eine Wahlordnung und einige Geschäftsordnungsregelungen für dieses Parlament fest, obwohl die Masse der Geschäftsordnung vom schottischen Parlament selbst zu regeln ist. Außerdem definiert er die Gesetzgebungskompetenzen des schottischen Parlaments gemäß dem negativen Aufzählungsprinzip, ohne allerdings damit die Rechte des Londoner Parlaments zu schmälern.
Im Weiteren sieht er eine schottische Exekutive mit einem First Minister und mehreren Ministern vor, die vom König bzw. der Königin nach Billigung durch das Parlament ernannt werden.
Außerdem regelt er die Finanzverfassung in dem Sinne, dass die finanziellen Mittel Schottland fast vollständig aus dem britischen Haushalt zugewiesen werden. Die recht umfassenden exekutiven und legislativen Kompetenzen Schottlands werden somit nicht von einer entsprechenden Finanzautonomie getragen.